# Olimpio Bizzi
Olimpio Bizzi (Livorno, 1º agosto 1916 – Abetone, 3 agosto 1976) è stato un ciclista su strada italiano. Professionista tra il 1935 e il 1952, vinse tredici tappe al Giro d'Italia, il titolo nazionale 1938, due edizioni della Tre Valli Varesine e altrettante del Giro di Toscana.

## Carriera
Da professionista corse per la Fréjus, la Bianchi, la Viscontea e la Guerra, distinguendosi come velocista che però teneva anche in salita. Era soprannominato il Morino di Livorno o il Pecino per la sua caratteristica carnagione scura.
Vinse tredici tappe della "Corsa Rosa" in nove partecipazioni tra il 1936 e il 1951. Epici i suoi duelli con Gino Bartali di cui era stato fiero avversario fin dalle corse da dilettante. 
Bizzi è tuttora il vincitore di tappa più giovane nella storia del Giro d'Italia avendo vinto la tappa Bari - Campobasso del 26 maggio 1936 all'età di 19 anni, 10 mesi e 26 giorni.
Vinse il campionato italiano su strada 1938, due Tre Valli Varesine (1937 e 1939), due edizioni del Giro di Toscana (1937 e 1943) e la classifica generale del Giro del Marocco nel 1950.
Durante la Parigi-Roubaix 1947, che stava conducendo grazie a 210 chilometri di fuga solitaria, presso l'abitato di Wattignies fu vittima di un errore di direzionamento: dopo aver percorso la strada sbagliata riuscì a rientrare sul tracciato ufficiale, continuò la gara ma, complice anche la rottura della ruota posteriore nei dintorni di Lesquin, venne ripreso a soli due chilometri dal velodromo di Roubaix. La vittoria andrà a Georges Claes.
Fu il primo campion italiano di inseguimento su pista, titolo istituito nel 1939. Nel 1940 fu sconfitto in finale da Fausto Coppi. 
Dotato sia nella velocità sia nell'inseguimento, a cavallo del secondo conflitto mondiale Bizzi corse molto sulle piste di tutta Europa. La vittoria più prestigiosa a livello internazionale la ottenne l'11 novembre 1938 al Velo d'hiv di Parigi, quando il campione livornese batté nell'"omnium dei campioni" il campione mondiale in carica, Marcel Kint, Gino Bartali, il francese Mahè, il lussemburghese Clemens e il tedesco Arents, questi ultimi tutti campioni nazionali.

## Palmarès

### Strada
- 1934 (dilettanti)

Coppa Degano-Fontana
Coppa Ideor
Circuito di Massarosa
- 1935 (dilettanti)

Coppa Leopoldo Bozzi
Coppa Buglione
1ª tappa Giro dell'Irpinia (Avellino > Ariano Irpino)
3ª tappa Giro dell'Irpinia (Sant'Angelo dei Lombardi > Avellino)
Classifica generale Giro dell'Irpinia
Trofeo Acerbo
Coppa Cambellotti
- 1936 (Fréjus, una vittoria)

8ª tappa Giro d'Italia (Bari > Campobasso)
- 1937 (Fréjus, quattro vittorie)

Giro di Toscana
4ª tappa Giro d'Italia (Genova > Viareggio)
5ª tappa, 2ª semitappa Giro d'Italia (Marina di Massa > Livorno)
Tre Valli Varesine
- 1938 (Fréjus, tre vittorie)

14ª tappa Giro d'Italia (Trieste > Belluno)
18ª tappa, 2ª semitappa Giro d'Italia (Locarno > Milano)
Campionati italiani, Prova in linea
- 1939 (Fréjus, tre vittorie)

5ª tappa Giro d'Italia (Grosseto > Roma)
10ª tappa Giro d'Italia (Firenze > Bologna)
Tre Valli Varesine
- 1940 (Bianchi, quattro vittorie)

1ª tappa Giro d'Italia (Milano > Torino)
8ª tappa Giro d'Italia (Fiuggi > Terni)
10ª tappa Giro d'Italia (Arezzo > Firenze)
13ª tappa Giro d'Italia (Ferrara > Treviso)
- 1941 (Bianchi, tre vittorie)

Circuito dell'Impero
Giro di Campania
Gorizia-Lubiana-Trieste-Gorizia
- 1943 (Bianchi, tre vittorie)

Trofeo Moschini
Giro di Toscana
- 1946 (Viscontea, una vittoria)

5ª tappa, 1ª semitappa Giro d'Italia (Bologna > Cesena)
- 1947 (Viscontea, una vittoria)

Coppa Federico Penzo
- 1949 (Guerra, tre vittorie)

8ª tappa Giro dei Tre Mari (Sorrento > Napoli)
1ª tappa Giro di Sicilia (Palermo > Messina)
5ª tappa Giro di Sicilia (Enna > Sciacca)
- 1950 (Guerra, cinque vittorie)

1ª tappa Giro del Marocco (Casablanca > Mazagan)
5ª tappa Giro del Marocco
13ª tappa Giro del Marocco
Classifica generale Giro del Marocco
3ª tappa Giro d'Italia (Firenze > Livorno)
- 1951 (Guerra, due vittorie)

10ª tappa Giro del Marocco
14ª tappa Giro del Marocco

#### Altri successi
- 1935

Criterium di Campione d'Italia

### Pista
- 1939

Campionati italiani, Inseguimento individuale

## Piazzamenti

### Grandi Giri
- Giro d'Italia

1936: ritirato
1937: ritirato
1938: 20º
1939: 11º
1940: ritirato
1946: ritirato
1948: ritirato
1950: 53º
1951: 74º

### Classiche monumento
- Milano-Sanremo

1936: 3º
1937: 5º
1938: 10º
1939: 11º
1940: 15º
1941: 15º
1942: 19º
1943: 10º
1947: 6º
1948: 4º
1949: 44º
1951: 121º
- Parigi-Roubaix

1947: 6º
1948: 44º
1949: 80º
- Giro di Lombardia

1938: 25º
1941: 8º
1942: 7º
1947: 22º
1948: 19º
1949: 42º
1950: 70º